# Grijze treurtiran
De grijze treurtiran (Rhytipterna simplex) is een zangvogel uit de familie Tyrannidae (tirannen).

## Verspreiding en leefgebied
Deze soort komt voor in het Amazonegebied en in het zuidoosten van Brazilië. Er zijn twee ondersoorten:
- R. s. frederici: van Colombia tot de Guyana's, amazonisch Brazilië en Bolivia
- R. s. simplex: zuidoostelijk Brazilië.

## Status
De grootte van de populatie is niet gekwantificeerd maar de soort wordt omschreven als vrij algemeen. Op de Rode lijst van de IUCN heeft deze soort de status niet bedreigd.